# 弗雷德里克·恩德特
弗雷德里克·恩德特（Frederik Hendrik Endert，1891年—1953年）为荷兰植物学家。
1915年，弗雷德里克·恩德特被任命为荷属东印度群岛林业服务的林业主任。1918年起，他与茂物林业研究所紧密合作。1925年，弗雷德里克·恩德特组织了一次对婆罗洲中部的植物学考察，期间他采集到了暗色猪笼草（Nepenthes fusca）和柔毛猪笼草（Nepenthes mollis）的第一份标本。1938年，他被派往苏拉威西西南部的望加锡，负责林业监督。1941年，他任经济植物委员会秘书。1949年5月，弗雷德里克·恩德特返回茂物林业研究所编纂印尼木材品种信息。1952年，退休，同年7月回到荷兰。1953年，弗雷德里克·恩德特去世于北荷兰比瑟姆。
有几种产自马来群岛的植物得名于弗雷德里克·恩德特，包括Endertia Steenis & de Wit.。

## 扩展阅读
- Nationaal Herbarium Nederland: Forest Research Institute, Buitenzorg （页面存档备份，存于）